# Unga Allergiker
Unga Allergiker (UA) är en ideell förening för barn och unga mellan 6 och 29 år med astma, allergi eller annan överkänslighet. UA:s medlemmar finns i lokalföreningar runt om i landet. Lokalföreningarna arbetar självständigt men knyts samman genom en förbundsstyrelse och ett kansli.
UA vill göra skillnad för barn och unga med astma och allergi. Genom sina aktiviteter vill UA stärka självkänslan hos barn och unga och visa att det är de som sätter gränser, inte allergin. Bland annat anordnar UA läger och konferenser.
UA bedriver påverkansarbete och sprider kunskap. Målet är att öka förståelse för vad det innebär att ha astma och allergi.
En förbundsstyrelse leder UA:s verksamhet. Det är organisationens medlemmar som beslutar vilka som ska sitta i förbundsstyrelsen. Detta görs på riksöverläggningen (RÖ), som hålls vartannat år. På RÖ går medlemmarna igenom arbetet som UA har genomfört och ska genomföra de kommande två åren.
Emma Grönlund är generalsekreterare för förbundet.
Unga Allergiker är ett partipolitiskt och religiöst obundet riksförbund som strävar efter mångfald bland sina medlemmar och förtroendevalda.